# Ontário Oriental
Ontário Oriental ou Leste de Ontário (em inglês: Eastern Ontario) é uma região secundária do sul de Ontário, na província canadense de Ontário, situada entre o rio Ottawa e o rio St. Lawrence. A população da região era de 1,603.625 em 2006. Ela compartilha fronteiras aquáticas com Quebec ao norte e com o estado de Nova York ao leste e ao sul.